# Éveil aux langues
L'éveil aux langues est une approche pour l'enseignement-apprentissage des langues étrangères. Elle est née en 1980 grâce à Eric Hawkins (1915-2010), qui crée en Grande-Bretagne un courant pédagogique du nom de Awareness of Language,. 
L'éveil aux langues a cherché au départ, prioritairement, à développer des habiletés métalinguistiques favorisant l'entrée dans l'écrit, par le passage de la langue maternelle à une langue étrangère, et par la reconnaissance des langues des élèves issus des minorités linguistiques.
"Avoir de bonnes compétences en langue première a des répercussions positives sur l'apprentissage d'autres langues. D'après l'état actuel de la recherche, le fait de promouvoir la langue première n'empêche pas et ne ralentit pas l'apprentissage  de la deuxième langue et des langues étrangères. Bien au contraire : disposer de bonnes compétences dans sa langue première constitue un avantage et permet d'accroître ses chances professionnelles. de telles compétences exercent aussi des effets positifs sur la capacité de s'orienter dans l'environnement social."